# Lucien Adrion

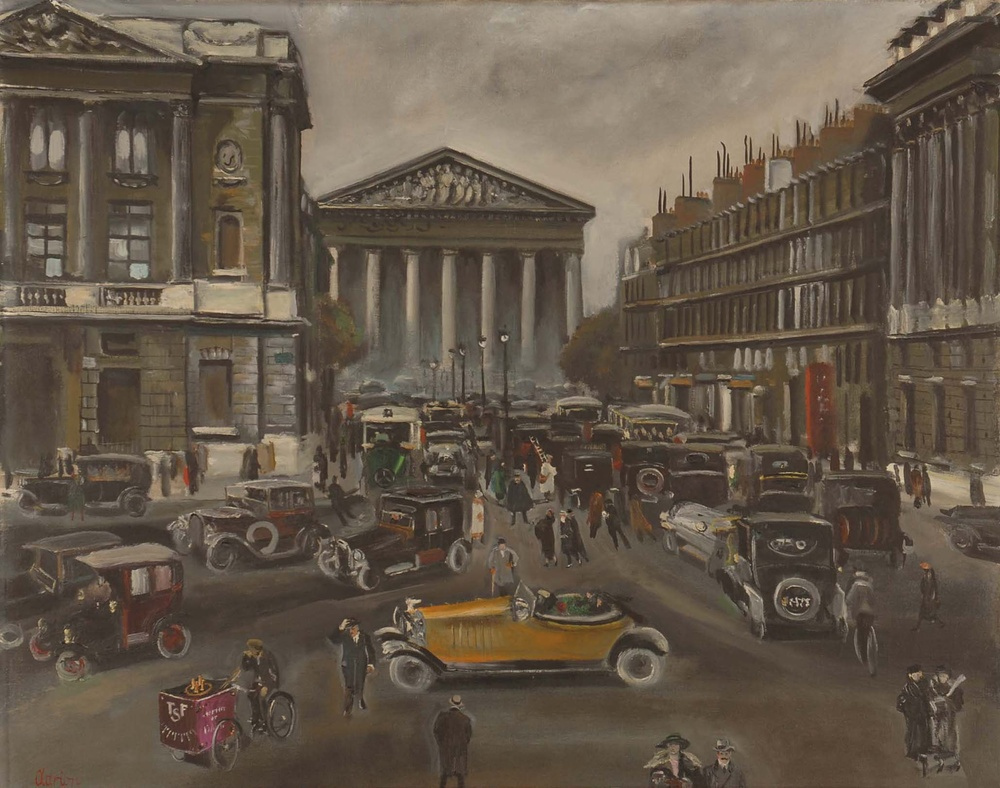
Paris, La rue Royale, 1921

Lucien Adrion (* 25. Mai 1889 in Straßburg; † 9. August 1953 in Paris) war ein französischer Maler (Öl, Aquarell), der sich insbesondere der Landschaftsmalerei und dem Stillleben verschrieb.

## Leben
Mit achtzehn Jahren verließ Adrion 1907 seine Heimatstadt Straßburg und ging nach Paris, wo er als Modezeichner Beschäftigung fand. Adrion reiste nach London, München und Frankfurt. Als der Erste Weltkrieg ausbrach, ging er nach Berlin und studierte bei Hermann Struck, der auch Chagall unterrichtete. Bis zum Ende des Ersten Weltkriegs blieb er in Berlin. 
Im Alter von 30 Jahren begann er, signierte Lithographien zu schaffen. Bald nach seiner Rückkehr nach Paris stellte ihn der Händler Chéron im Februar 1921 in einer Einzelausstellung aus. Adrion nahm sich ein Studio im Pariser Viertel Montparnasse und hatte Kontakt mit jungen osteuropäischen Malern wie Chaim Soutine, Krémègne und Kikoine. Über den lebhaften Stil Adrions schrieb der Kritiker Galtier-Boissiére: „Er hat einen Sinn für die Bewegung der Menschen im Gedränge, für die Bewegung des Lebens.“
Adrion ging in die Normandie, deren Landschaften zu seinem Lieblingsmotiv wurden. Er wurde mit diesen Landschaften sehr populär. 1926, im Alter von 37 Jahren, stellte Adrion erstmals im Salon des Indépendants aus.
Von 1940 an stellte er im Salon d’Automne und im folgenden Jahr dem Salon des Tuileries aus.
Er war von Maurice Utrillo und Henri Rousseau beeinflusst.

## Retrospektiven
- 1959: Gedächtnisausstellung in der Galerie Spik-Berger in Bad Kissingen[5]
- 1973: Gemälde-Galerie Abels, Köln[6][7]